# Campeonato Europeo de Tiro con Arco en Sala de 2013
El XIV Campeonato Europeo de Tiro con Arco en Sala se celebró en Rzeszów (Polonia) entre el 27 de febrero y el 2 de marzo de 2013 bajo la organización de la Unión Europea de Tiro con Arco (WAE) y la Federación Polaca de Tiro con Arco.
Las competiciones se realizaron en dos instalaciones de la ciudad polaca: las eliminatorias en el Pabellón Deportivo Podpromie y las finales en el Hotel Rzeszów.

## Resultados

### Masculino
| Evento                            | Oro                                                                      | Plata                                                                   | Bronce                                                  |
| --------------------------------- | ------------------------------------------------------------------------ | ----------------------------------------------------------------------- | ------------------------------------------------------- |
| Arco recurvo individual (02.03)   | Rick van der Ven · Países Bajos                                          | Jean-Charles Valladont Francia                                          | Sjef van den Berg · Países Bajos                        |
| Arco recurvo por equipo (02.03)   | Rick van der Ven · Sjef van den Berg · Rick van den Oever · Países Bajos | Alexandr Kozhin · Balzhinima Tsyrempilov · Bair Tsybekdorzhiyev · Rusia | Alberto Zagami · Luca Palazzi · Matteo Fissore · Italia |
| Arco compuesto individual (02.03) | Pierre-Julien Deloche Francia                                            | Peter Elzinga · Países Bajos                                            | Stephan Hansen Dinamarca                                |
| Arco compuesto por equipo (02.03) | Mike Schloesser · Peter Elzinga · Ruben Bleyendaal · Países Bajos        | Sébastien Brasseur Pierre-Julien Deloche Sébastien Peineau Francia      | Stephan Hansen Martin Damsbo Jan Bang Dinamarca         |

### Femenino
| Evento                            | Oro                                                              | Plata                                                       | Bronce                                                       |
| --------------------------------- | ---------------------------------------------------------------- | ----------------------------------------------------------- | ------------------------------------------------------------ |
| Arco recurvo individual (02.03)   | Natalia Erdyniyeva · Rusia                                       | Natalia Valeeva · Italia                                    | Claudia Mandia · Italia                                      |
| Arco recurvo por equipo (02.03)   | Lidiya Sichenikova · Kateryna Paleja · Viktoriya Koval · Ucrania | Pia Lionetti · Claudia Mandia · Natalia Valeeva · Italia    | Natalia Erdyniyeva · Inna Stepanova · Anna Bomboyeva · Rusia |
| Arco compuesto individual (02.03) | Ivana Buden · Croacia                                            | Naomi Jones Reino Unido                                     | Jelena Babinina · Lituania                                   |
| Arco compuesto por equipo (02.03) | Anastasia Anastasio · Laura Longo · Marcella Tonioli · Italia    | Albina Loguinova · Kira Andreyeva · Yelena Novikova · Rusia | Naomi Jones Nichola Simpson Claudine Jennings Reino Unido    |

## Medallero
| Núm. | País         | Oro | Plata | Bronce | Total |
| ---- | ------------ | --- | ----- | ------ | ----- |
| 1    | Países Bajos | 3   | 1     | 1      | 5     |
| 2    | Italia       | 1   | 2     | 2      | 5     |
| 3    | Rusia        | 1   | 2     | 1      | 4     |
| 4    | Francia      | 1   | 2     | 0      | 3     |
| 5    | Croacia      | 1   | 0     | 0      | 1     |
| 5    | Ucrania      | 1   | 0     | 0      | 1     |
| 7    | Reino Unido  | 0   | 1     | 1      | 2     |
| 8    | Dinamarca    | 0   | 0     | 2      | 2     |
| 9    | Lituania     | 0   | 0     | 1      | 1     |
|      | TOTAL        | 8   | 8     | 8      | 24    |